# Supertramp
Supertramp é uma banda de rock britânica formada em 1969 por Rick Davies, que convidou Roger Hodgson e outros elementos, com o nome Daddy  e posteriormente renomeada no início de 1970. Embora o estilo da banda tenha sido inicialmente classificado como rock progressivo, eles têm incorporado desde então uma combinação de Rock tradicional, pop e art rock em sua música. Desde o segundo álbum Indelibly Stamped em diante, os fundadores Roger Hodgson e Rick Davies escreveram e cantaram separadamente as próprias composições. Hodgson compôs e cantou a maioria dos sucessos, tais como “Give a Little Bit” (a qual alcançou a posição nº.15 na tabela do Billboard Pop Singles e o nº. 29 na tabela dos singles do Reino Unido), “The Logical Song”, “Take the Long Way Home”, “Dreamer”, “Breakfast in America”, e “It’s Rainning Again”; Davies compôs “Bloody Well Right”, “Goodbye Stranger”,  “Cannonball”  "From Now One", "Crime of the Century," "Rudy" Hodgson toca as canções que escreveu nos concertos ao vivo que apresenta na sua digressão mundial “Breakfast in América”. No entanto, sob o comando de Davies, Supertramp teve algum sucesso nos albuns sem Roger Hodgson, tendo em geral mais audiência que Roger Hodgson, tendo batido o record de audiência no Brasil em 1988, com mais de 100.000 pessoas.
O trabalho da banda é marcado pela composição individual de Roger Hodgson e Rick Davies, a voz de Hodgson, a voz de Rick Davies, o uso de piano elétrico Wurlitzer e saxofone nas canções.
Apesar do trabalho inicial da banda ser rock progressivo popular, eles desfrutaram de maior sucesso comercial e de crítica quando passaram a incorporar elementos mais convencionais e aceitáveis nas rádios em seu trabalho. Em meados da década de 1970, chegaram a vender mais de 60 milhões de álbuns.
Supertramp alcançou o pico de sucesso comercial com a música de 1979, Breakfast in America, que já vendeu mais de 20 milhões de cópias.

## História

### 1969–72: Primeiros anos
Em 1969, Stanley 'Sam' August Miesegaes, um milionário holandês, desapontado com a banda que financiava, a The Joint, decide cancelá-la e então oferece ao tecladista Rick Davies - cujo talento achou que estava sendo "atolado" pelo grupo -  a oportunidade de formar sua própria banda, novamente com seu apoio financeiro. Davies então reuniu Roger Hodgson (baixo e vocal), Richard Palmer (guitarra) e Keith Baker (percussão) depois de colocar um anúncio no jornal semanal de música, Melody Maker.
Davies e Hodgson tinham origens e inspirações musicais radicalmente diferentes: Davies era da classe trabalhadora e ferozmente dedicado a blues e jazz, enquanto Hodgson tinha saído direto da escola privada para o negócio da música e gostava de pop e psicodelia. Apesar disso, eles se deram bem durante as audições e então começaram a escrever praticamente todas as canções em conjunto, com Palmer como letrista. Desde que nenhum dos outros membros da banda estava disposto, Palmer escreveu todas as letras.
O grupo inicialmente se referia a banda como Daddy. Baker foi quase imediatamente substituído pelo ex-ator de teatro Robert Millar, e após vários meses de ensaio em uma casa de campo em West Hythe, Kent, a banda voou para Munique para uma série de concertos no P. N. Club. Os ensaios tinha sido pouco produtivos, e o repertório inicial consistiu de apenas quatro músicas, duas das quais eram covers. Para evitar confusões com a banda de nome parecido Daddy Longlegs, a banda mudou seu nome para "Supertramp", um apelido inspirado na obra The Autobiography of a Super-Tramp de William Henry Davies.

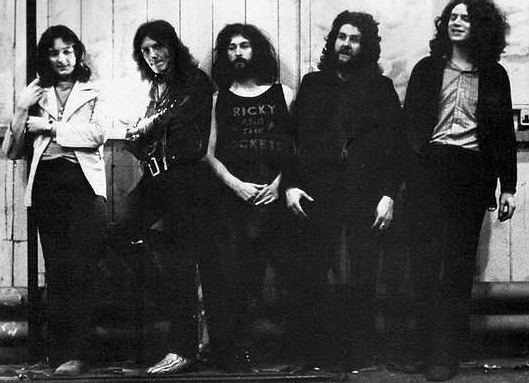
Supertramp Mark II. L-R: Roger Hodgson, Frank Farrell, Rick Davies, Kevin Currie e Dave Winthrop.

O Supertramp foi um dos primeiros grupos a assinar com a filial do Reino Unido da A&M Records e o primeiro álbum, Supertramp, foi lançado em 14 de julho de 1970 no Reino Unido e no Canadá (que não foi emitido nos EUA até o final de 1977). Apesar de receber uma boa quantidade de elogios da crítica, o álbum não atraiu um grande público.
Dave Winthrop (flauta e saxofone) juntou-se ao grupo após o lançamento do primeiro disco e logo depois o Supertramp se apresentou no 1970 Isle of Wight Festival. Os membros continuaram a mudar nos seis meses seguintes do lançamento do álbum; Palmer deixou a banda devido a conflitos de personalidade com Davies e Hodgson, seguido por Millar, que sofreu um colapso nervoso após uma turnê desastrosa da Noruega.
O álbum seguinte, Indelibly Stamped, lançado em junho de 1971 no Reino Unido e nos EUA, Frank Farrell (baixo) e Kevin Currie (percussão) substituíram Palmer e Millar, enquanto Hodgson passou para guitarra e Davies ficou como um segundo vocalista. Com a saída de Palmer, Hodgson e Davies passaram a escrever as letras para este álbum e os seguintes. O disco vendeu ainda menos do que sua estreia. Na sequência, todos os membros abandonaram a banda gradualmente exceto Hodgson e Davies, e Miesegaes retirou seu apoio financeiro em outubro de 1972.

### 1973–78: Sucesso inicial e avanço comercial
Uma busca por novos membros trouxe a bordo Dougie Thomson (baixo), que tinha feito shows stand-in com a banda por quase um ano antes de retomar as audições. Em 1973, as audições reiniciaram e introduziram Bob Siebenberg (inicialmente creditado como Bob C. Benberg; bateria e percussão) e John Helliwell (saxofone, outros instrumentos de sopro, teclados ocasionais, vocal de apoio), completando a formação. Hodgson também começou a tocar teclados (principalmente o piano elétrico Wurlitzer) na banda, além de guitarra. Esta formação do Supertramp permaneceu assim durante os próximos dez anos.
Supertramp precisava de um disco de sucesso para continuar a trabalhar, e finalmente conseguiram com Crime of the Century. Lançado em setembro de 1974, começou a temporada de sucesso comercial e de crítica do grupo, atingindo a quarta posição no Reino Unido, número 38 nos EUA e número 1 no Canada. O álbum sublinhou sua ambição: Muitas de suas canções foram fortemente orquestradas, e algumas até mesmo têm destaque para Davies e Hodgson cantando em diálogo, como a música "Dreamer" as vinte mais do Reino Unido de 1975. Os ouvintes norte-americanos preferiram a música do lado B, "Bloody Well Right", que atingiu o Top 40 dos EUA em maio 1975 e se tornou o único sucesso da banda no país por mais de dois anos.
Com um álbum de sucesso em mãos, as pressões sobre a banda aumentaram e o seguinte álbum Crisis? What Crisis? teve que ser gravado em poucos meses entre duas turnês programadas. Como consequência, a maioria do material consistiu de músicas que tenham ficado fora de Crime of the Century e décadas mais tarde, a banda continuou a considerar este álbum como um dos seus piores momentos.
O album seguinte, Even in the Quietest Moments..., lançado em Abril de 1977, contêm o single de sucesso internacional Give a Little Bit  (nº 15 nos EUA, nº 29 Reino Unido), inicialmente escrito por Hodgson quando este tinha 19 ou 20 anos - cinco ou seis anos antes de apresentar a música à banda para gravação. Hodgson afirmou que se inspirou na canção dos The Beatles “All You Need is Love”, lançada durante o movimento de paz e amor dos anos 60 Como de costume, a popularidade do álbum em si eclipsou a de seus singles e Even in the Quietest Moments... hit nº 16 nos EUA e nº 12 no Reino Unido.

### 1979–88: Estrelato
A mudança da banda para uma abordagem mais pop culminou com seu álbum mais popular, Breakfast in America, lançado em março de 1979, que alcançou o no. 3 no Reino Unido e no. 1 nos EUA e Canadá e gerando quatro canções bem sucedidas  (mais do que os seus primeiros cinco álbuns combinados): The Logical Song ( nº 6 nos EUA, nº 7 no Reino Unido), Goodbye Stranger (nº 15 dos EUA, nº 57 no Reino Unido.), Take the Long Way Home (nº 10 EUA), e Breakfast in America (nº 9 Reino Unido). O álbum conta com a famosa capa, personificando a atriz Kate Murtagh como se fosse a estátua da Liberdade, no lugar da constituição, um cardápio e no lugar da tocha um suco de laranja. Ao fundo no lugar dos prédios de Manhattan garrafas de suco, bules, pires, e a coincidência de as duas torres estarem embaixo das letras U e P, indicando 11/9, que após 11 de setembro entraram nas teorias de conspiração. 
Esta série de sucessos rendeu o álbum de 1980 Paris, um 2-LP ao vivo gravado na maior no Pavillon de Paris. O álbum despontou no top dez nos EUA e no Reino Unido. A versão ao vivo de Dreamer foi lançada como single nos EUA, onde figurou na 15a. posição, enquanto a versão de estúdio não tinha conseguido posição.
Neste ponto, Hodgson mudou com sua família para Los Angeles na área das montanhas ao norte da Califórnia, onde ele construiu uma casa um estúdio se dedicou à sua vida familiar e espiritual, durante a gravação de um álbum solo, Sleeping with the Enemy, que nunca foi lançado. Esta separação geográfica ampliou o fosso entre ele e o resto do grupo, durante a concepção e gravação do próximo álbum, ...Famous Last Words..., Davies e Hodgson encontraram muitas mais dificuldade em conciliar suas ideias musicais como antes e era evidente para o resto da banda que Hodgson queria sair. ...Famous Last Words... foi lançado em 1982, e pontuou com mais dois hits It's Raining Again e My Kind of Lady.  Alcançou a posição nº. 5 nos EUA e no. 6 no Reino Unido.  Uma turnê mundial seguiu em 1983, durante a qual Hodgson anunciou que não continuaria com a banda. Hodgson afirmou que sua saída foi motivada por um desejo de passar mais tempo com sua família e fazer gravações solo e que nunca houve qualquer verdadeiro problema pessoal ou profissional entre ele e Davies, como algumas pessoas pensavam.
O Supertramp, sob Davies, continuou a ter sucesso, lançando Brother Where You Bound em 1985.  O álbum foi um passo deliberado longe da abordagem pop de seus dois últimos álbuns de estúdio, e alcançou o no. 20 nas paradas do Reino Unido e no. 21 nos EUA
O álbum de 1987 Free as a Bird experimentou bastante a música sintetizada, como em I'm Beggin' You, que chegou ao n.º 1 na Hot Dance Club Songs.
Além de sua mudança para material menos comercialmente orientada, os membros da banda decidiram abandonar todas as composições de Hodgson de seu setlist, a fim de continuar a estabelecer uma identidade separada de Hodgson.  No entanto, o público se irritou com as omissões dessas canções durante uma turnê de 1985 com apenas as composições de Davies, em 1988, a pressão da primeira turnê no Brasil os levou a reintroduzir várias das canções escritas por Hodgson..
Depois da turnê de 1988, o grupo se fragmentou. Davies explicou mais tarde: "Nós tínhamos estado lá fora por cerca de 20 anos só gravando e fazendo turnês e pareceu a hora de ter uma ruptura sem nenhuma ideia a respeito de se ou quando voltar. Decidimos realmente não dizer nada, apenas desvanecer-se como um velho soldado."

### 1996–2009: Últimos anos
Em 1996, Davies reformou o Supertramp com Helliwell, Siebenberg e o guitarrista/vocalista Mark Hart, que era novo à formação oficial, mas havia contribuído com destaque para Free as a Bird e sua turnê de apoio. Quatro novos membros foram adicionados, bem como, oito novos integrantes. O resultado deste reencontro foi Some Things Never Change, um álbum que ecoou o som anterior do Supertramp, lançado em março de 1997, chegou ao n.º 74 no Reino Unido.
No verão de 1997, a banda voltou à estrada, na resultando no álbum ao vivo It Was the Best of Times (1999), seguido por Slow Motion em Abril de 2002 e uma turnê mundial em 2002, depois da qual a banda ficou inativa mais uma vez. Outra tentativa de trazer Hodgson de volta para a banda falhou em 2005.
A banda continuou a tocar várias músicas escritas por Hodgson em shows ao vivo após sua reunião. Hodgson, posteriormente, afirmou que a explicação da banda ter deixado de tocar suas composições em 1983, é uma mentira, sendo o motivo real que ele e Davies fizeram um acordo verbal de que eles não iriam tocar essas músicas. Davies nunca aludiu publicamente tal acordo, o ex-membro Dougie Thompson comentou: "Ninguém, exceto Rick e Roger, estavam a par da conversa. Rick e Roger tinha vários diálogos que ninguém estava a par. Novamente, isso é boato."
Em 2008, foi anunciado a música do Supertramp seria destaque na adaptação para o cinema do best-seller de Irvine Welsh Ecstasy: Three Tales of Chemical Romance. Em 2009, Hodgson disse que pensava em ver uma reunião de Supertramp a acontecer: "Nós olhamos para isso e conversamos sobre isso... Eu nunca diria nunca mas Rick [Davies] está praticamente aposentado agora e eu estou no auge da minha vida. a reação que eu estou recebendo de fãs é 'por favor, não voltem a se reunir."

### 2010–presente: Re-formação

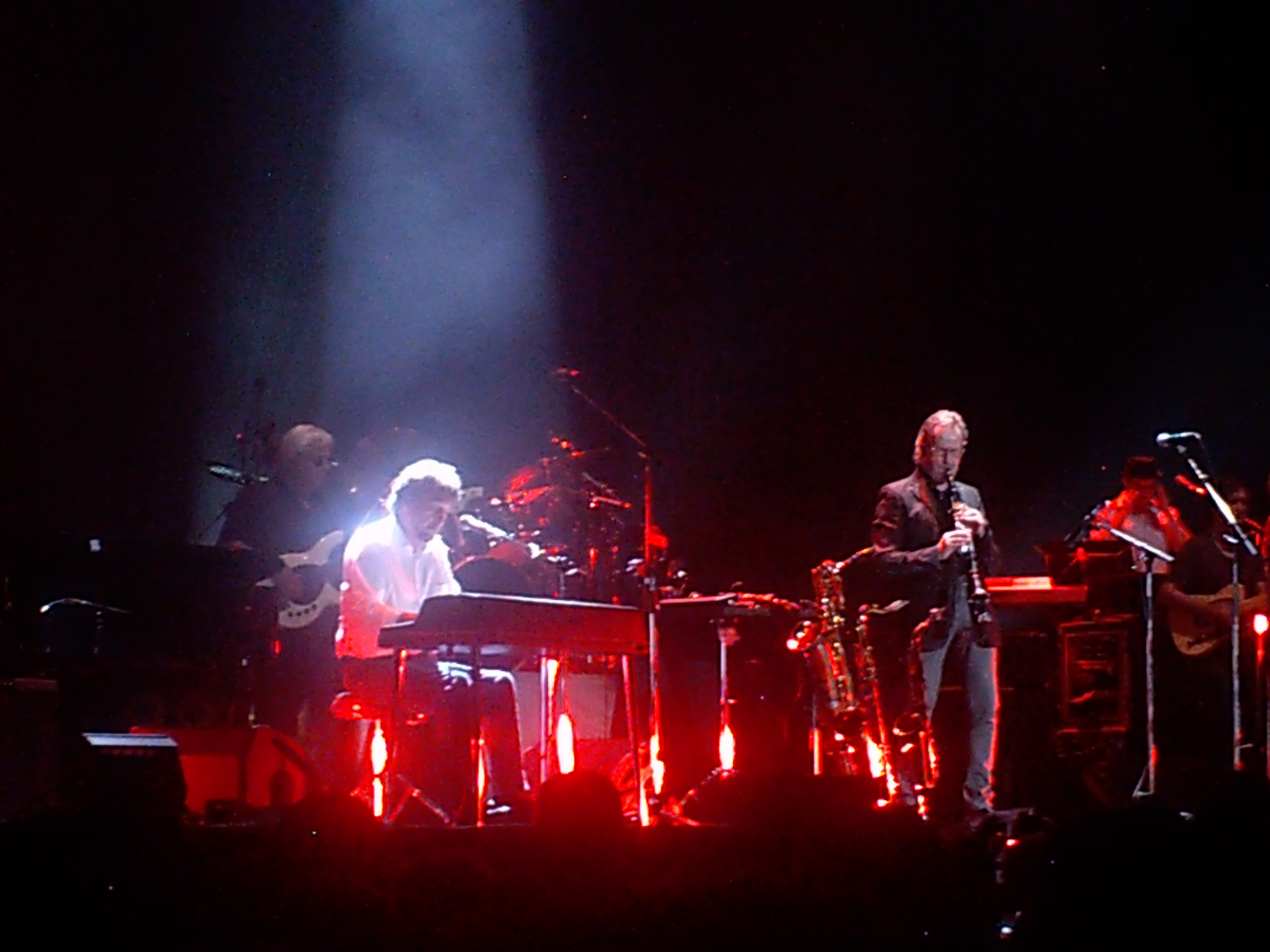
Supertramp 2010. L-R: Cliff Hugo, Rick Davies, Bob Siebenberg, John Helliwell, Gabe Dixon e Carl Verheyen

Em 21 de abril de 2010 foi anunciado Supertramp que daria 35 shows no final de 2010. As datas dos concertos na Alemanha, Portugal, Holanda, Itália, França e outros países europeus foram anunciados. Esta turnê foi chamada "70-10", para comemorar o 40º aniversário do primeiro lançamento do grupo.
Roger Hodgson embarcou em uma turnê solo em 2010 para Austrália, Nova Zelândia, América do Sul, Europa, Canadá e EUA, e foi incapaz de se juntar à banda para a turnê 70-10. No entanto, em resposta a uma campanha de fãs, Hodgson enviou uma carta ao empresário de Rick Davies que enviou uma ao empresário de Davies, oferecendo-se para se juntar a eles em datas que caem em lacunas na sua agenda da turnê. Davies não respondeu, mas seus agentes notificaram Hodgson de que sua oferta foi recusada.
Em 2011 Hodgson e Supertramp continuaram a fazer turnês separadamente. Quando perguntado se Roger Hodgson poderia aparecer em algumas das datas de 2011 Davies respondeu: "Eu sei que existem alguns fãs por aí que gostariam que isso acontecesse. Houve um tempo em que eu esperava por isso também. Mas o passado recente faz com que isso seja impossível. Para tocar um grande show para nossos fãs, é preciso harmonia, tanto musicalmente quanto pessoalmente. Infelizmente isso não existe mais entre nós e prefiro não destruir as memórias de tempos mais harmoniosas entre todos nós". A tournê mundial de Hodgson continua em 2017 com concertos no Brasil, Argentina, Uruguay, Irlanda, Inglaterra, Holanda, França, Alemanha, Suíça, Bélgica, Espanha, Itália, EUA, Canada, e Luxemburgo. Em Dezembro de 2017, Hodgson fará a digressão do “Night of the Proms”, com 17 espetáculos na Alemanha e Luxemburgo. A revista Subba-Cultcha comentou acerca da turnê de Hodgson: “Alternando entre órgão elétrico, grande piano e diversas guitarras, sem esforço, Hodgson tece a música em torno do seu público, oferecendo, nalguns casos, uma libertação emocional quase catártica”…”A sua voz e teclas ritmadas instantaneamente reconhecidas estão tão bem como irão ouvir, e a verdadeira amizade e personalidade de Hodgson chega-nos em ondas do palco para o público.” Durante os seus concertos, Hodgson costuma partilhar histórias com o público acerca de como foram escritas as suas canções e “relaciona-se profundamente com os seus fans, de uma forma que poucas estrelas da sua estatura fazem.
Roger Hodgson viria em turnê ao Brasil em 2020, os show chegaram a ser alterados para 2021, mas logo depois foram cancelados. 
O show que faria em Belo Horizonte em 2020 no KM de Vantagens Hall foi adiado para 2021 e posteriormente cancelado. As pessoas que adquiriram o ingresso não obtiveram reembolso da empresa Tickets For Fan, arcando com os prejuízos. Até hoje o fato não solucionado. 
Membros 

### Formação atual
- Rick Davies – vocais, teclado, gaita, composição, melodica (1969–1988, 1996–2002, 2010–atualmente)
- Roger Hodgson – vocais, guitarras, , piano, teclado, composição (1969–1983)
- Bob Siebenberg – bateria, percussão(1973–1988, 1996–2002, 2010–atualmente)
- John Helliwell – woodwinds, keyboards, backing vocais (1973–1988, 1996–2002, 2010–atualmente)
- Carl Verheyen – guitarras, percussão, backing vocais (1996–2002, 2010–atualmente; touring musician: 1985-1986)
- Cliff Hugo – baixo (1996–2002, 2010–atualmente)
- Lee Thornburg – trombone, trompete, teclado, backing vocals (1996–2002, 2010–atualmente)
- Jesse Siebenberg – vocais, guitarra, percussão(1997-2002, 2010-atualmente), teclado(2010–atualmente)
- Gabe Dixon – teclados, pandeiro, vocais (2010–atualmente)
- Cassie Miller – background vocais (2010–atualmente)

### Atuais músicos de turnê
- Carl Verheyen – guitarras, percussão, vocais de fundo (1985–1986, 1996–2002, desde 2010)
- Cliff Hugo – baixo (1996–2002, since 2010)
- Lee Thornburg – trombone, trompete, teclado, vocais de fundo (1996–2002, desde 2010)
- Jesse Siebenberg – percussão, vocais (1997–2002) teclados, guitarra, vocais (desde 2010)
- Gabe Dixon – teclado, tamborim, vocais (desde 2010)
- Cassie Miller – vocais de fundo (desde 2010)

### Músicos de turnês passadas
- Scott Page – instrumentos de sopro, violão, percussão, vocais de fundo (1983–1986)
- Fred Mandel – teclado, guitarra, vocais de fundo (1983)
- Marty Walsh – guitarras, vocais de fundo (1984–1988)
- Steve Reid – percussão (1987–1988)
- Brad Cole – instrumentos de sopro, teclado (1986–1988)

## Discografia
- 1970 - Supertramp
- 1971 - Indelibly Stamped
- 1974 - Crime of the Century
- 1975 - Crisis? What Crisis?
- 1977 - Even in the Quietest Moments
- 1979 - Breakfast in America
- 1982 - ...Famous Last Words...
- 1985 - Brother Where You Bound
- 1987 - Free as a Bird
- 1997 - Some Things Never Change
- 2002 - Slow Motion